# Yadgir (huyện)
Huyện Yadgir là một huyện thuộc bang Karnataka, Ấn Độ.